# Raven Klaasen
Raven Klaasen (Qonce, Sud-àfrica, 16 d'octubre de 1982) és un tennista professional sud-africà.
Individualment participa en l'àmbit del circuit de l'ATP Challenger Series i el seu rànquing més alt ho va aconseguir el 2011 a l'arribar fins al lloc número 208. Va destacar en la categoria de dobles per haver disputat dues finals de Grand Slam i un total de disset títols del circuit ATP que li van permetre entrar al Top 10 del rànquing de dobles l'any 2016. Ha format part de l'equip sud-africà de Copa Davis.

## Biografia
Fill de Yvonne i Jacob, té dos germans anomenats Kevin i Lynne.
Es va casar l'any 2014 amb Celeste Jae i van tenir un fill anomenat Carter (2007).

## Torneigs de Grand Slam

### Dobles masculins: 2 (0−2)
| Resultat  | Núm. | Any  | Torneig          | Parella       | Oponents                      | Marcador                   |
| --------- | ---- | ---- | ---------------- | ------------- | ----------------------------- | -------------------------- |
| Finalista | 1.   | 2014 | Open d'Austràlia | Eric Butorac  | Łukasz Kubot Robert Lindstedt | 3−6, 3−6                   |
| Finalista | 2.   | 2018 | Wimbledon        | Michael Venus | Mike Bryan Jack Sock          | 3−6, 7−6(7), 3−6, 7−5, 5−7 |

## Palmarès

### Dobles masculins: 42 (19−23)
| Llegenda                          |
| --------------------------------- |
| Grand Slams (0−2)                 |
| ATP Finals (0−2)                  |
| ATP World Tour Masters 1000 (2−3) |
| ATP World Tour 500 (6−3)          |
| ATP World Tour 250 (11−13)        |

| Títols per superfície |
| --------------------- |
| Dura (15−15)          |
| Gespa (3−5)           |
| Terra batuda (1−3)    |

| Resultat  | Núm. | Data                   | Torneig                                    | Superfície   | Parella           | Oponents                                | Marcador                   |
| --------- | ---- | ---------------------- | ------------------------------------------ | ------------ | ----------------- | --------------------------------------- | -------------------------- |
| Finalista | 1.   | 10 de febrer de 2013   | Montpeller, França                         | Dura (i)     | Johan Brunström   | Marc Gicquel Michaël Llodra             | 3−6, 6−3, [9−11]           |
| Guanyador | 1.   | 25 de maig de 2013     | Niça, França                               | Terra batuda | Johan Brunström   | Juan Sebastián Cabal Robert Farah       | 6−3, 6−2                   |
| Guanyador | 2.   | 22 de setembre de 2013 | Metz, França                               | Dura (i)     | Johan Brunström   | Nicolas Mahut Jo-Wilfried Tsonga        | 6−4, 7−6(5)                |
| Guanyador | 3.   | 29 de setembre de 2013 | Kuala Lumpur, Malàisia                     | Dura (i)     | Eric Butorac      | Pablo Cuevas Horacio Zeballos           | 6−2, 6−4                   |
| Finalista | 2.   | 26 de gener de 2014    | Open d'Austràlia, Austràlia                | Dura         | Eric Butorac      | Łukasz Kubot Robert Lindstedt           | 3−6, 3−6                   |
| Guanyador | 4.   | 16 de febrer de 2014   | Houston, Estats Units                      | Dura (i)     | Eric Butorac      | Bob Bryan Mike Bryan                    | 6−4, 6−4                   |
| Guanyador | 5.   | 19 d'octubre de 2014   | Estocolm, Suècia                           | Dura (i)     | Eric Butorac      | Treat Huey Jack Sock                    | 6−4, 6−3                   |
| Finalista | 3.   | 11 de gener de 2015    | Chennai, Índia                             | Dura         | Leander Paes      | Lu Yen-hsun Jonathan Marray             | 6−3, 7−6(4)                |
| Guanyador | 6.   | 17 de gener de 2015    | Auckland, Nova Zelanda                     | Dura         | Eric Butorac      | Dominic Inglot Florin Mergea            | 7−6(1), 6−4                |
| Finalista | 4.   | 22 de febrer de 2015   | Delray Beach, Estats Units                 | Dura         | Leander Paes      | Bob Bryan Mike Bryan                    | 3−6, 6−3, [6−10]           |
| Finalista | 5.   | 23 de maig de 2015     | Ginebra, Suïssa                            | Terra batuda | Lu Yen-hsun       | Juan Sebastián Cabal Robert Farah       | 5−7, 6−4, [7−10]           |
| Guanyador | 7.   | 21 de juny de 2015     | Halle, Alemanya                            | Gespa        | Rajeev Ram        | Rohan Bopanna Florin Mergea             | 7−6(1), 6−2                |
| Finalista | 6.   | 4 d'octubre de 2015    | Kuala Lumpur, Malàisia                     | Dura (i)     | Rajeev Ram        | Treat Huey Henri Kontinen               | 6−7(4), 2−6                |
| Guanyador | 8.   | 11 d'octubre de 2015   | Tòquio, Japó                               | Dura         | Marcelo Melo      | Juan Sebastián Cabal Robert Farah       | 7−6(5), 3−6, [10−7]        |
| Guanyador | 9.   | 18 d'octubre de 2015   | Xangai, Xina                               | Dura         | Marcelo Melo      | Simone Bolelli Fabio Fognini            | 6−3, 6−3                   |
| Finalista | 7.   | 3 d'abril de 2016      | Miami, Estats Units                        | Dura         | Rajeev Ram        | Pierre-Hugues Herbert Nicolas Mahut     | 7−5, 1−6, [7−10]           |
| Finalista | 8.   | 21 de maig de 2016     | Ginebra (2)                                | Terra batuda | Rajeev Ram        | Steve Johnson Sam Querrey               | 4−6, 1−6                   |
| Finalista | 9.   | 12 de juny de 2016     | 's-Hertogenbosch, Països Baixos            | Gespa        | Dominic Inglot    | Mate Pavić Michael Venus                | 3−6, 6−3, [11−9]           |
| Guanyador | 10.  | 19 de juny de 2016     | Halle (2)                                  | Gespa        | Rajeev Ram        | Łukasz Kubot Alexander Peya             | 7−6(5), 6−2                |
| Guanyador | 11.  | 2 d'octubre de 2016    | Chengdu, Xina                              | Dura         | Rajeev Ram        | Pablo Carreño Busta Mariusz Fyrstenberg | 7−6(2), 7−5                |
| Finalista | 10.  | 9 d'octubre de 2016    | Tòquio                                     | Dura         | Rajeev Ram        | Marcel Granollers Marcin Matkowski      | 2−6, 6−7(4)                |
| Finalista | 11.  | 20 de novembre de 2016 | ATP World Tour Finals, Londres, Regne Unit | Dura (i)     | Rajeev Ram        | Henri Kontinen John Peers               | 6−2, 1−6, [8−10]           |
| Guanyador | 12.  | 26 de febrer de 2017   | Delray Beach                               | Dura         | Rajeev Ram        | Treat Huey Max Mirnyi                   | 7−5, 7−5                   |
| Guanyador | 13.  | 19 de març de 2017     | Indian Wells, Estats Units                 | Dura         | Rajeev Ram        | Łukasz Kubot Marcelo Melo               | 6−7(1), 6−4, [10−8]        |
| Finalista | 12.  | 18 de juny de 2017     | 's-Hertogenbosch (2)                       | Gespa        | Rajeev Ram        | Łukasz Kubot Marcelo Melo               | 3−6, 4−6                   |
| Guanyador | 14.  | 25 de febrer de 2018   | Marsella, França                           | Dura (i)     | Michael Venus     | Marcus Daniell Dominic Inglot           | 6−7(2), 6−3, [10−4]        |
| Finalista | 13.  | 17 de juny de 2018     | 's-Hertogenbosch (3)                       | Gespa        | Michael Venus     | Dominic Inglot Franko Škugor            | 6−7(3), 5−7                |
| Finalista | 14.  | 15 de juliol de 2018   | Wimbledon, Regne Unit                      | Gespa        | Michael Venus     | Mike Bryan Jack Sock                    | 3−6, 7−6(7), 3−6, 7−5, 5−7 |
| Finalista | 15.  | 12 d'agost de 2018     | Toronto, Canadà                            | Dura         | Michael Venus     | Henri Kontinen John Peers               | 2−6, 7−6(7), [6−10]        |
| Finalista | 16.  | 7 d'octubre de 2018    | Tòquio (2)                                 | Dura (i)     | Michael Venus     | Ben McLachlan Jan-Lennard Struff        | 4−6, 5−7                   |
| Finalista | 17.  | 12 de gener de 2019    | Auckland                                   | Dura         | Michael Venus     | Ben McLachlan Jan-Lennard Struff        | 3−6, 4−6                   |
| Finalista | 18.  | 19 de maig de 2019     | Roma, Itàlia                               | Terra batuda | Michael Venus     | Juan Sebastián Cabal Robert Farah       | 1−6, 3−6                   |
| Guanyador | 15.  | 23 de juny de 2019     | Halle (3)                                  | Gespa        | Michael Venus     | Łukasz Kubot Marcelo Melo               | 4−6, 6−3, [10−4]           |
| Guanyador | 16.  | 4 d'agost de 2019      | Washington DC, Estats Units                | Dura         | Michael Venus     | Jean-Julien Rojer Horia Tecău           | 3−6, 6−3, [10−2]           |
| Finalista | 19.  | 17 de novembre de 2019 | ATP Finals, Londres (2)                    | Dura (i)     | Michael Venus     | Pierre-Hugues Herbert Nicolas Mahut     | 3−6, 4−6                   |
| Finalista | 20.  | 29 de febrer de 2020   | Dubai, Emirats Àrabs Units                 | Dura         | Oliver Marach     | John Peers Michael Venus                | 3−6, 2−6                   |
| Guanyador | 17.  | 25 d'octubre de 2020   | Colònia, Alemanya                          | Dura (i)     | Ben McLachlan     | Kevin Krawietz Andreas Mies             | 6−2, 6−4                   |
| Guanyador | 18.  | 8 d'agost de 2021      | Washington DC (2)                          | Dura         | Ben McLachlan     | Neal Skupski Michael Venus              | 7−6(4), 6−4                |
| Finalista | 21.  | 20 de febrer de 2022   | Marsella                                   | Dura (i)     | Ben McLachlan     | Denys Molchanov Andrei Rubliov          | 6−4, 5−7, [7−10]           |
| Finalista | 22.  | 17 de juliol de 2022   | Newport, Estats Units                      | Gespa        | Marcelo Melo      | William Blumberg Steve Johnson          | 4−6, 5−7                   |
| Finalista | 23.  | 7 d'agost de 2022      | Los Cabos, Mèxic                           | Dura         | Marcelo Melo      | William Blumberg Miomir Kecmanović      | 0−6, 1−6                   |
| Guanyador | 19.  | 2 d'octubre de 2022    | Seül, Corea del Sud                        | Dura         | Nathaniel Lammons | Nicolás Barrientos M.Á. Reyes Varela    | 6−1, 7−5                   |

## Trajectòria

### Dobles masculins
| Open d'Austràlia | A   | A   | A   | A   | A     | F     | 2R    | QF    | 2R    | 1R    | QF    | 2R    | A     | 3R | 3R | 0 / 9     | 18 – 9    |
| Roland Garros | A   | A   | A   | 1R  | 1R    | 2R    | 1R    | 2R    | 2R    | 3R    | 1R    | 1R    | 2R    | 2R | 1R | 0 / 12    | 7 – 12    |
| Wimbledon | A   | A   | A   | Q1  | 1R    | 3R    | 2R    | SF    | 3R    | F     | SF    | NC    | QF    | 2R |    | 0 / 9     | 22 – 9    |
| US Open | A   | A   | A   | 3R  | 1R    | QF    | 3R    | 2R    | 1R    | 2R    | 2R    | 1R    | 2R    | 2R |    | 0 / 11    | 12 – 11   |
| ATP Finals | A   | A   | A   | A   | A     | A     | A     | F     | RR    | RR    | F     | A     | A     | A  |    | 0 / 4     | 7 – 7     |
| Total Victòries−Derrotes                                                                                                   | 0−1 | 1−1 | 0−1 | 9−8 | 26−16 | 35−25 | 42−23 | 38−23 | 30−21 | 40−26 | 39−22 | 15−14 | 19−23 |    |    | 296 – 208 | 296 – 208 |
| Rànquing a final d'any | 363 | 187 | 112 | 73  | 44    | 20    | 20    | 12    | 25    | 15    | 8     | 18    | 26    |    |    |           |           |
| Llegenda: G: Guanyador; F: Finalista; SF: Semifinalista; QF: Quarts de final; Q: Qualificació; A: Absent; RR: Round Robin; |     |     |     |     |       |       |       |       |       |       |       |       |       |    |    |           |           |

### Dobles mixts
| Open d'Austràlia | A  | 1R | 1R | 1R | QF | 0 / 4 | 2 – 4 |
| Roland Garros | A  | 2R | 1R | 1R | 2R | 0 / 4 | 2 – 4 |
| Wimbledon | 1R | 1R | 3R | 2R | 2R | 0 / 5 | 4 – 5 |
| US Open | A  | 2R | 2R | A  | A  | 0 / 2 | 2 – 2 |
| Llegenda: G: Guanyador; F: Finalista; SF: Semifinalista; QF: Quarts de final; Q: Qualificació; A: Absent; RR: Round Robin; |    |    |    |    |    |       |       |